# Faversham
Faversham [ˈfævərʃəm] ist eine Stadt in der Grafschaft Kent im Borough of Swale mit etwa 19.300 Einwohnern (Stand 2011). Sie liegt etwa 70 km von London entfernt, zwischen Sittingbourne und Canterbury. Die Straße von London nach Dover (A2) führt an der Marktstadt vorbei, die in früheren Zeiten einen bedeutenden Hafen hatte.

## Geschichte und Sehenswürdigkeiten

Wappen von Faversham

Bereits vor der römischen Eroberung Britanniens wird von Siedlungen am heutigen Ort berichtet. Die nächste geschichtliche Erwähnung findet die Ansiedlung als königlicher Landbesitz im Jahre 811 und ist weiterhin in einer von König Kenulf von Mercia unterzeichneten Urkunde genannt. Im Domesday Book wird der Ort als „Favreshant“ bezeichnet. Im Jahre 1148 gründete König Stephan von England Faversham Abbey, wo er später mit seiner Gemahlin Mathilde von Boulogne und seinem Sohn Eustach IV. von Boulogne begraben wurde. Um 1260 wurde im Ort der scholastische Philosoph Simon of Faversham geboren.
König Heinrich VIII. übertrug die Abtei 1536, während der Auflösung der englischen Klöster an Sir Thomas Culpeper. Direkt nach ihrer Auflösung wurde die Abtei zerstört und ein Großteil des Mauerwerks nach Calais geschafft, um dort die Befestigungen der Stadt zu verstärken. 1539 gingen die Ländereien der ehemaligen Abtei auf Sir Thomas Cheney, den Lord Warden of the Cinque Ports, über und die Quenn Elizabeth’s Grammar School wurde dort gegründet. Obwohl Heinrich VIII. die Abtei aufgelöst hatte, blieb die St. Mary of Charity Kirche erhalten. Sie hat einen ungewöhnlichen kronenförmigen Kirchturm aus dem 19. Jahrhundert, der schon weithin sichtbar ist. Der Innenraum wurde 1874 durch Sir George Gilbert Scott umgestaltet und wiederhergestellt. Scott wurde durch die Architektur der Londoner St. Pancras Station, des Außenministeriums und vieler Schulen und Kathedralen bekannt. (Sein Sohn ist der Designer der bekannten klassischen roten Telefonzellen aus den 1930er-Jahren. Einer der ersten Telefonzellen befindet sich heute noch im Fleur de Lis Heritage Centre in Faversham.) In der Kirche befindet sich das sehenswerte Grabmal von König Stephan. Damit ist die Kirche eine der wenigen außerhalb Londons, die ein Königsgrab enthält. Landesweit einzigartig sind auch die Miserikordien im Chorgestühl, eine seltene mittelalterliche bemalte Säule und ein kürzlich restaurierter Altar, der den Heiligen Crispinus und Crispinianus geweiht ist.
Die Gemeinde ist als Markt- und Hafenstadt bekannt sowie als Zentrum der Brauindustrie der Grafschaft. Sie beherbergt auch Großbritanniens älteste Brauerei „Shepherd Neame“. Früher gab es dort auch Brauereien der Marken „Fremlin“ und „Whitbread“. Im Stadtzentrum findet man noch eine bemerkenswerte Anzahl mittelalterlicher Gebäude. Viele dieser Gebäude sollten in den 1960er-Jahren abgerissen werden, doch es entstand Widerstand in der Bevölkerung, die den Wert dieser historischen Gebäude erkannt hatte und sie erhalten wollte. Gerade der historische Stadtkern zieht viele Besucher an, die an vielen Orten Stadtgeschichte erleben können. Das Fleur-de-Lis Center befindet sich ebenfalls dort und beherbergt ein Museum und die Touristeninformation. An mehreren Tagen in der Woche findet an der Guildhall ein Wochenmarkt statt.
In der Stadt gibt es ein Kino, das noch aus den Frühzeiten des Films stammt und bis heute in Betrieb und fast unverändert ist. Auch ein Theater gibt es in der Stadt. Das Arden-Theater ist nach einem elisabethanischen Theaterstück benannt, dem Arden of Faversham, das in der Abbey Street spielt.
Im Bereich des Flusses werden in den kleinen Werften Themsebarkassen repariert und gebaut und abgedichtet. Dort haben sich auch verschiedene Künstler angesiedelt, die insbesondere zu Zeiten des Canterbury Festivals im Herbst ihre Ateliers öffnen.
Während des Ersten Weltkriegs gerieten die Brauereien in eine Krise. Einerseits stagnierte der Absatz und andererseits verließen die Arbeiter die Brauerei um in der besser bezahlten Sprengstoffindustrie zu arbeiten.
In dem ehemaligen Kinderhospital „Kennaways“ leitete Hanna Bergas von Mitte 1939 bis in den März 1940 eine Dependance der Bunce Court School.

## Die Sprengstoffindustrie

### Schießpulver
Faversham wird als die Wiege der Sprengstoffindustrie Großbritanniens bezeichnet. Die erste Schwarzpulverfabrik wurde bereits im 16. Jahrhundert eröffnet. Es gibt Hinweise, dass sogar die Mönche von Faversham Abbey Betreiber dieser Fabrik waren. Durch ihre Ländereien und finanziellen Möglichkeiten war das Kloster in der Lage in zukunftsträchtige Technologien zu investieren.
Die Stadt lag ideal für eine derartige Industrie. Sie lag an einem Fluss, der aufgestaut werden konnte, wenn Wasser für die Fabrikanlagen gebraucht wurde. Das Umland der Stadt war flach und eignete sich so gut für die Anpflanzung von Erlen und Weiden, die zur Herstellung von Holzkohle gebraucht wurden, einem der drei wichtigsten Bestandteile des Schwarzpulvers.
Über den Fluss konnte eine weitere wichtige Zutat, der Schwefel importiert werden und das fertige Schwarzpulver konnte darüber in die Pulvermagazine an der Themse transportiert werden. Auch die Nähe zum europäischen Festland war vorteilhaft, so dass in Kriegszeiten der Nachschubtransport einfach war.
Die ersten Fabriken waren klein und lagen in Stadtnähe am Fluss.
Im frühen 18. Jahrhundert hatten sich die kleinen Fabriken zu einer einzigen großen zusammengeschlossen, die später als Home Works bekannt wurden.
1759 wurde die Fabrik verstaatlicht und modernisierte in diesem Zusammenhang alle Maschinen. Aus dieser Zeit stammt auch die Chart Gunpowder Mill, die heutzutage nicht mehr in Betrieb ist und 1966 in ein Museum umgewandelt wurde.
Eine weitere Fabrik wurde von eingewanderten Hugenotten gegen Ende des 17. Jahrhunderts gegründet, die Oare Works. Diese Fabrik wurde Hauptlieferant für die Britische Ostindien-Kompanie.
Die dritte und letzte Sprengstofffabrik waren die Marsh Works, die von der britischen Regierung 1787 nordwestlich der Stadt am Oare Creek gegründet wurden, da die Home Works nicht genug produzieren konnten. 1934 schlossen alle drei Fabriken, da ein Krieg mit Deutschland drohte und der Standort bei Faversham Luftangriffen und Invasionen zu schutzlos ausgeliefert gewesen wäre. Die Produktion wurde daraufhin nach Ardeer in Schottland verlegt.

### Schießbaumwolle
Nachdem Dr. Christian Friedrich Schönbein 1846 die Schießbaumwolle entdeckt hatte, wurde sie von den Marsh Works unter Lizenz ab 1847 hergestellt. Da man noch unerfahren im Umgang damit war, kam es bereits im gleichen Jahr zu einer Explosion, bei der 18 Personen starben. Daraufhin wurde die Fabrik wieder geschlossen. Bis 1873 ruhte die Produktion, bis die Cotton Powder Company in Uplees, 4 km nordwestlich der Stadt erneut eine Fabrik errichtete.
Die Fabrik wuchs schnell und kurz vor Beginn des Ersten Weltkriegs bedeckte sie ein Areal von 2 km² mit eigenem Kraftwerk, hydraulischen Anlagen, interner Telefonanlage und Bahnsystem. Das Gelände war in etwa so groß wie die City von London.
Bei Beginn des Ersten Weltkrieges wurden die Fabriken unter die Verwaltung der Admiralität gestellt und bewaffnete Posten bewachten das Gelände. Die Produktion wurde weiter erhöht und die Anzahl der Arbeiter stieg. Längst konnten die erforderlichen Arbeiter nicht mehr nur in Faversham angeworben werden, sondern kamen aus der gesamten Grafschaft. Um diese Arbeiter zu transportieren, baute die Admiralität eine Schmalspurbahn zwischen Davington und Uplees.
Am Sonntag, den 2. April 1916 kam es zu einer folgenschweren Explosion, als ein Lager mit TNT explodierte. Es kam zu Folgeexplosionen und insgesamt starben 115 Menschen, sieben Tote konnten nie gefunden werden. Nach dem Ersten Weltkrieg schloss die Fabrik und die Schmalspurbahn wurde abgebaut. Die Lokomotiven wurden nach Südamerika verkauft, wo eine noch heute Dienst tun soll.
1924 wurden auf dem Gelände der ehemaligen Abtei von der Mining Explosives Company die Abbey Works errichtet. Auch hier kam es 1939 zu einer Explosion, woraufhin die Betreiber die Produktion von Sprengstoff auf Kohlesäurekartuschen umstellten. Bis heute gibt es diese Fabrik, die unter dem Namen Long Airdox firmiert. Auf den übrigen Fabrikbrachen werden bis heute verschiedene Bodenschätze abgebaut. Die Fabrikgebäude wurden bis auf Chart Mill abgerissen. Das Gelände der Oare Works wurde als Landschaftspark ausgebaut.

## Temperaturrekord
Faversham hielt ab August 2003 mit 38,5 Grad Celsius einige Jahre den Rekord der höchsten Lufttemperatur, die jemals in Großbritannien gemessen wurde. Im Verlaufe einer europaweiten Hitzeperiode wurde dieser Wert am 25. Juli 2019 im Botanischen Garten der Universität Cambridge mit 38,7 Grad übertroffen.

## Regierung und Verwaltung
Faversham liegt im Parlamentswahlbezirk „Faversham and Mid Kent“. Seit 2015 wird dieser Wahlbezirk durch die konservative Abgeordnete Helen Whately vertreten.
Für die Wahlen zum Borough Council des Borough of Swale ist Faversham in vier Wahlkreise (Abbey, Priory, St Ann’s und Watling) aufgeteilt. Die vier Wahlkreise schicken sieben Abgeordnete in den Council. Seit den Wahlen 2019 werden fünf Ratssitze von Mitgliedern der Liberal Democrats und zwei von Labour-Mitglieder gehalten.

## Beschäftigung
In der Stadt sind eine überdurchschnittlich hohe Anzahl der Einwohner in der Landwirtschaft und im Baugewerbe beschäftigt, während vergleichsweise wenige im Finanzwesen, der Verwaltung und im Gastronomiegewerbe beschäftigt sind.
Die Arbeitslosenquote liegt bei 2,7 %, im Gegensatz zum nationalen Durchschnitt von 3,4 %.

## Verkehr
Von Faversham fahren Züge nach London Victoria Station. In umgekehrter Richtung führen Linien über Canterbury Eastern nach Dover Priory sowie nach Ramsgate und Margate.
Seit 2009 verbindet Southeastern unter dem Label Southeastern Highspeed den Bahnhof Faversham via Chatham Main Line, North Kent Line und High Speed 1 mit Ebbsfleet International, London-Stratford und St. Pancras International.

## Persönlichkeiten
- Haymo von Faversham (um 1200–1243), Franziskaner und Gelehrter
- Simon of Faversham (um 1260–1306), scholastischer Philosoph
- Thomas Charnock (um 1525–1581), Alchemist
- George Finlay (1799–1875), Historiker und Philhellene
- Albert E. Smith (1875–1958), Bühnenkünstler, Regisseur und Filmproduzent
- Gerald Shove (1887–1947), Ökonom
- Philip Neame (1888–1978), Generalleutnant
- Bill Pepper (1895–1918), Fußballspieler
- Ernie Pilcher (1896–1980), Radrennfahrer
- Eustace Barnes (* 1963), Vogelillustrator